# Oleg Děripaska
Oleg Vladimirovič Děripaska (rusky Олег Владимирович Дерипаска; * 2. ledna 1968, Dzeržinsk) je ruský miliardář a oligarcha, stojící v čele vedení řady významných ruských firem např. Basic Element, hliníkárny RUSAL, automobilky GAZ, výrobce letadel Aviacor nebo pojišťovny Ingosstrach. Je rovněž spolumajitelem rakouské stavební firmy Strabag.
Děripaska býval nejbohatším mužem v Rusku. O značnou část majetku přišel během finanční krize v letech 2007 a 2008. Od dubna 2018 je na sankčním seznamu USA, což jej dále výrazně ekonomicky poškodilo. Byl na seznam zařazen kvůli vyšetřování z praní špinavých peněz, ohrožování života obchodních konkurentů, nezákonného odposlechu vládního úředníka nebo účasti na vydírání. Další podezření se týkala podplácení, objednání vraždy podnikatele nebo napojení na ruskou skupinu organizovaného zločinu.
V roce 2020 podle časopisu Forbes činil jeho majetek asi 2,6 miliard dolarů a byl 597. nejbohatším člověkem na světě.

## Postoj k ruské invazi na Ukrajinu
Po ruské invazi na Ukrajinu v únoru 2022 apeloval jako jeden z mála oligarchů na co nejrychlejší zahájení mírových rozhovorů. „Mír je velmi důležitý,“ uvedl Děripaska v aplikaci Telegram.
V červnu 2022 dal svůj kritický postoj znovu najevo, když poukázal na ekonomické dopady invaze na Rusko. „Myslím si, že zničit Ukrajinu by znamenalo kolosální chybu, a to i pro nás,“ uvedl. Je podle něj „očividné“, že západní sankce tvrději dopadají na Rusko než na Evropu.
V prosinci 2022 ruský soud nařídil zabavení Děripaskova luxusního hotelového komplexu v Soči. Je to dokladem tlaku, jakému od zahájení invaze čelí bohatí ruští podnikatelé, komentoval rozhodnutí list Financial Times.

## Osobní život
Jeho manželkou byla v letech 2001–2018 Polina Jumaševová, a jeho tchánem tak Valentin Borisovič Jumašev, zeť prezidenta Borise Jelcina a poradce prezidenta Vladimira Putina.

## Vyznamenání
- Řád přátelství – Rusko, 1999 – za služby státu, za velký přínos pro rozvoj hutního průmyslu a za mnoho let svědomité práce[11]
- Řád Alexandra Něvského – 24. března 2014[12]
- rytíř Národního řádu za zásluhy – Guinea, 2017[13]